# 296 (số)
296 (hai trăm chín mươi sáu) là một số tự nhiên ngay sau 295 và ngay trước 297.